# Julianges
Julianges – miejscowość i gmina we Francji, w regionie Oksytania, w departamencie Lozère.
Według danych na rok 1990 gminę zamieszkiwały 92 osoby, a gęstość zaludnienia wynosiła 10 osób/km² (wśród 1545 gmin Langwedocji-Roussillon Julianges plasuje się na 809. miejscu pod względem liczby ludności, natomiast pod względem powierzchni na miejscu 795.).